# Bunuri mobile din domeniul documente clasate în patrimoniul cultural național al României aflate în județul Brăila
Acestă listă conține bunurile mobile din domeniul documente clasate în Patrimoniul cultural național al României aflate la momentul clasării în județul Brăila.

## Tezaur
| Foto | Informații generale                                         | Detalii tehnice                                           | Descriere | Deținător              | Legături |
| ---- | ----------------------------------------------------------- | --------------------------------------------------------- | --- | ---------------------- | -------- |
|      | Înălțare în rang de pitar Autor: Știrbei, Barbu Dimitrie    | Datare: 5 iulie 1855 Material: hârtie                     | Vasile Urzescu, titularul documentului, este autorul cărții "Stilul epistolar" apărută în 1840, a unui dicționar româno-francez și a unei gramatici pentru școlile secundare.                        | Muzeul Brăilei, Brăila | Cimec    |
|      | Diplomă Autor: Friedreich, Nicolao                          | Datare: 10 martie 1868 Material: pergament                | Titularul diplomei Georgium Demetrescu "Romanorum ex Dacia Traiana", magistrat, președinte de Tribunal la București și Brăila, primar al Brăilei în 1889.                                            | Muzeul Brăilei, Brăila | Cimec    |
|      | Diplomă Autor: Haimerl, Franz                               | Datare: 2 august 1864 Material: pergament                 | Constantin Hepites, medicul orașului Brăila, a fost inițiatorul studiilor științifice privind rolul plantelor în preparatele farmaceutice; este autorul cărții "Farmacopeea română" apărută în 1862. | Muzeul Brăilei, Brăila | Cimec    |
|      | Înălțare în rang de căpitan Autor: Alexandru Dimitrie Ghica | Datare: 8 aprilie 1839 Material: pergament                | Prezintă pentru prima dată armeriile țării ca emblemă. Sigiliul s-a pierdut în timp. | Muzeul Brăilei, Brăila | Cimec    |
|      | Panait Istrati către Anna Munsch Autor: Istrati, Panait     | Datare: 22.03.1925 Dimensiuni: Format A5 Material: hârtie | Hârtie cu antet, pe colțul din stânga, sigla hotelului. Patru pagini, toate scrise; pe pagina 4, pe verticală: EX LIBRIS GEORGE CUIBUȘ.                                                              | Muzeul Brăilei, Brăila | Cimec    |
|      | Panait Istrati către Anna Munsch Autor: Istrati, Panait     | Datare: 29.10.1927 Dimensiuni: Format A5 Material: hârtie | Hârtie cu antetul hotelului, același text în limba rusă. Patru pagini, 1 și 3 scrise; pe pagina 4, pe verticală: EX LIBRIS GEORGE CUIBUȘ.                                                            | Muzeul Brăilei, Brăila | Cimec    |
|      | Agendă Autor: Istrati, Panait                               | Material: carton; vinilin; hârtie                         | Cuprinde adrese și numere de telefon ale unor scriitori celebri (români și străini) și ale unor personalități istorice și culturale.                                                                 | Muzeul Brăilei, Brăila | Cimec    |